# Municipio de Salem (condado de Perry)
El municipio de Salem (en inglés: Salem Township) es un municipio ubicado en el condado de Perry en el estado estadounidense de Misuri. En el año 2010 tenía una población de 673 habitantes y una densidad poblacional de 5,35 personas por km².

## Geografía
El municipio de Salem se encuentra ubicado en las coordenadas 37°43′29″N 89°42′14″O / 37.72472, -89.70389. Según la Oficina del Censo de los Estados Unidos, el municipio tiene una superficie total de 125.75 km², de la cual 121,77 km² corresponden a tierra firme y (3,17 %) 3,98 km² es agua.

## Demografía
Según el censo de 2010, había 673 personas residiendo en el municipio de Salem. La densidad de población era de 5,35 hab./km². De los 673 habitantes, el municipio de Salem estaba compuesto por el 98,81 % blancos, el 0,45 % eran afroamericanos, el 0,59 % eran de otras razas y el 0,15 % eran de una mezcla de razas. Del total de la población el 0,89 % eran hispanos o latinos de cualquier raza.